# Diocesi di Chongli-Xiwanzi
La diocesi di Chongli-Xiwanzi (in latino: Dioecesis Sivanzeana) è una sede della Chiesa cattolica in Cina suffraganea dell'arcidiocesi di Hohot. Nel 1950 contava 40.725 battezzati su 700.000 abitanti. La sede è vacante.

## Territorio
La diocesi comprende parte della provincia cinese di Hebei.
Sede vescovile è la città di Chongli, oggi parte della città-prefettura di Zhangjiakou, dove si trova la cattedrale.

## Storia
La missione in Mongolia, corrispondente alla Mongolia Interna e allo stato indipendente di Mongolia (chiamato all'epoca Mongolia Esterna), dipendeva dalla diocesi di Pechino. Tra il 1830 ed il 1834 la missione crebbe d'importanza con la fondazione della comunità cristiana di Xiwanzi (oggi comune della città-prefettura di Zhangjiakou nel nord dell'Hebei).
L'8 novembre 1838 la Mongolia e la Manciuria furono separate dalla diocesi di Pechino ed erette in vicariato apostolico autonomo con il nome di Liaotung o Manciuria (oggi arcidiocesi di Shenyang). L'opera di evangelizzazione fu affidata alla società per le Missioni Estere di Parigi.
Successivamente, il 28 agosto 1840 la Mongolia fu separata dalla Manciura ed eretta in vicariato apostolico con il breve Cum per similes di papa Gregorio XVI, affidato ai missionari lazaristi.
Primo vicario apostolico fu Joseph-Martial Mouly, che tuttavia fu consacrato solo nel 1842 e quattro anni dopo divenne amministratore apostolico della diocesi di Pechino. Di fatto il vicariato apostolico fu affidato a diversi provicari, finché il 7 settembre 1864 i lazzaristi lasciarono la missione, che venne affidata ai missionari di Scheut.
L'11 dicembre 1883 il vicariato apostolico di Mongolia fu diviso in tre parti e furono eretti tre vicariati apostolici distinti: la Mongolia sud-occidentale (oggi arcidiocesi di Hohot), la Mongolia centrale e la Mongolia orientale (oggi diocesi di Jinzhou).
Il 12 dicembre 1914 i confini tra i vicariati della Mongolia centrale e della Mongolia orientale furono ristabiliti con il decreto Decrevit haec della Sacra Congregazione per la Propagazione della Fede.
Il 14 marzo 1922 il vicariato apostolico della Mongolia centrale cedette porzioni del suo territorio a vantaggio dell'erezione della missione sui iuris della Mongolia Esterna (oggi prefettura apostolica di Ulan Bator) e nel contempo assunse il nuovo nome di "vicariato apostolico di Chahaer" (o Tchagar).
Il 3 dicembre 1924 ci fu un nuovo cambio di denominazione e il vicariato apostolico assunse il nome di Xiwanzi (Siwantze) in forza del decreto Vicarii et Praefecti della Congregazione di Propaganda Fide. L'8 febbraio 1929 esso cedette porzioni del suo territorio a vantaggio dell'erezione del vicariato apostolico di Jining (oggi diocesi).
L'11 aprile 1946 il vicariato apostolico è stato elevato a diocesi con la bolla Quotidie Nos di papa Pio XII.
Nel 1980 il governo cinese di propria autorità ha unito la diocesi di Xiwanzi e quella di Xuanhua, dando origine alla nuova circoscrizione ecclesiastica di Zhangjiakou, non riconosciuta dalla Santa Sede.
Il vescovo ausiliare Leo Yao Liang fu ordinato clandestinamente nel 2002; funse da ausiliare della diocesi, fu più volte arrestato e imprigionato per il suo rifiuto di aderire all'Associazione patriottica cattolica cinese. È deceduto il 30 dicembre 2009.

## Cronotassi dei vescovi
Si omettono i periodi di sede vacante non superiori ai 2 anni o non storicamente accertati.
- Joseph-Martial Mouly, C.M. † (28 agosto 1840 - 30 maggio 1856 nominato vicario apostolico di Ce-li settentrionale)
- Florent Daguin, C.M. † (17 luglio 1857  - 29 maggio 1859 deceduto)
  - Sede vacante (1859-1874)
- Jacques Bax, C.I.C.M. † (22 ottobre 1874 - 4 gennaio 1895 deceduto)
- Jerome Van Aertselaer, C.I.C.M. † (1º maggio 1898  - 12 gennaio 1924 deceduto)
- Everard Ter Laak, C.I.C.M. † (12 gennaio 1924 succeduto - 5 maggio 1931 deceduto)
- Leon Jean Marie De Smedt, C.I.C.M. † (14 dicembre 1931  - 24 novembre 1951 deceduto)
- Melchior Chang K'o-hing (Zhang Ke-xing) † (24 novembre 1951 succeduto - 6 novembre 1988 deceduto)
  - Sede vacante
  - Pan Shao-qing † (20 aprile 1958 consacrato - 5 febbraio 1983 deceduto)
  - Andreas Hao Jinli † (6 novembre 1988 - 9 marzo 2011 deceduto)[4]

## Statistiche
La diocesi nel 1950 su una popolazione di 700.000 persone contava 40.725 battezzati, corrispondenti al 5,8% del totale.
| anno | popolazione | popolazione | popolazione | presbiteri | presbiteri | presbiteri | presbiteri                | diaconi | religiosi | religiosi | parrocchie |
| anno | battezzati  | totale      | %           | numero     | secolari   | regolari   | battezzati per presbitero | diaconi | uomini    | donne     | parrocchie |
| ---- | ----------- | ----------- | ----------- | ---------- | ---------- | ---------- | ------------------------- | ------- | --------- | --------- | ---------- |
| 1950 | 40.725      | 700.000     | 5,8         | 72         | 33         | 39         | 565                       |         |           | 83        |            |